# 7empest
«7empest» (произносится как Tempest, с англ. — «Буря») — песня американской метал-группы Tool, являющаяся седьмым и заключительным треком с их пятого студийного альбома Fear Inoculum, выпущенного 30 августа 2019 года. Песня достигла шестой позиции в чарте Billboard Hot Rock Songs, и признавалась критиками одной из наиболее выдающихся песен альбома. Позже за «7empest» группа получила премию «Грэмми» в категории лучшее метал-исполнение.

## Релиз
Песня была впервые выпущена 30 августа 2019 года вместе альбомом Fear Inoculum. В то время как некоторые другие песни группа частично демонстрировала или играла вживую в течение 13-летнего ожидания выхода альбома, до его выхода «7empest» не демонстрировалась публике ни в каком виде. После релиза песня попала в чарты и заняла 6-е место в чарте Billboard Hot Rock Songs. Группа впервые сыграла песню вживую на концерте в Сиднее 18 февраля 2020 года.

## Создание и тематика
«7empest» длится 15 минут 45 секунд и включает множество различных сегментов, тактовых размеров и структур. Песня начинается примерно с 80 секунд мягкой, чистой гитарной партии, а затем переходит в более тяжелый, искаженный гитарный рифф. В то время как гитарные риффы описывали как напоминающие Lateralus или Ænima, вокал Мэйнарда Джеймса Кинана звучит агрессивно, наподобие более ранних работ группы, начиная со строк «Keep calm...keep calm...Fuck, here we go again!" в первой половине песни. Кинан поет два куплета саркастичного текста, осуждая неназванного человека словами «ведёшь себя удивлённым, когда тебя ловят на лжи/Мы знаем лучше, мы знаем твою природу!» Оттуда песня переходит в длинную инструментальную интерлюдию, в которой гитарист Адам Джонс исполняет множество гитарных риффов и соло; такие издания, как Metal Hammer, отмечали, что, хотя многие группы строят целые песни вокруг риффов, Tool вместо этого играет их один или два раза, а затем переходит к следующему. Кинан прерывает инструментальные фрагменты, агрессивно повторяя фразу «A tempest must be only that», после чего песня снова переходит к инструментальной интерлюдии, в которой исполняется несколько «визжащих» соло «в стиле Джими Хендрикса», прежде чем вернуться к более мягким, чистым гитарным партиям, напоминающим вступление песни.
Ни Кинан, основной автор текстов группы, ни остальные участники группы не сообщали о значении песни, хотя журнал Rolling Stone предположил, что это может быть намеком на последнюю пьесу Уильяма Шекспира «Буря».

## Восприятие
Песня была признана лучшей в альбоме Fear Inoculum рядом различных изданий, в том числе Esquire, Loudwire, Metal Hammer, MetalSucks, и Alternative Press. «7empest» была объявлена лучшей песней 2019 года от Revolver. Esquire похвалили песню за то, что она вобрала в себя лучшие аспекты каждого сингла из предыдущих студийных альбомов Tool, и высказали мнение, что одна только песня стоила 13-летнего ожидания выхода альбома. Loudwire назвал эту песню «величайшим достижением всей карьеры гитариста Адама Джонса».
Песня была номинирована и впоследствии получила премию «Грэмми» за лучшее метал-исполнение.

## Участники записи
- Мэйнард Джеймс Кинан — вокал
- Адам Джонс — гитара
- Джастин Чанселлор — бас-гитара
- Дэнни Кэри — ударные

## Чарты
| Чарт (2019)                                  | Высшая позиция |
| -------------------------------------------- | -------------- |
| США (Billboard Hot Rock & Alternative Songs) | 6              |